# Team Medical Dragon
Team Medical Dragon (医龍-Team Medical Dragon-, Iryū -Team Medical Dragon-) est un seinen manga écrit par Akira Nagai et dessiné par Tarō Nogizaka. Il a été prépublié dans le magazine Big Comic Superior entre 2002 et 2010 et a été compilé en un total de vingt-cinq tomes au 26 février 2011. La version française est publiée en intégralité par les éditions Glénat entre juillet 2008 et juin 2013.
En 2005, le manga est récompensé par le prix Shōgakukan dans la catégorie générale.

## Synopsis
Ryutaro Asada est un chirurgien de génie ayant travaillé dans les conditions les plus difficiles : ancien chef d’une équipe médicale faisant partie d’une ONG, Ryutaro est habitué à opérer, malgré le manque d’équipements et de médicaments, dans des régions du monde ravagées par des conflits armés. Cette expérience lui a permis d’acquérir une habileté chirurgicale hors du commun qui lui permet de réussir des opérations que peu de ses confrères auraient tentées. De retour au Japon, alors qu’il mène une vie paisible, il reçoit la visite d’Akira Kato, une jeune chirurgienne qui rêve d’être promue professeure en réalisant une opération du cœur extrêmement difficile : l'opération Batista. Selon Akira Kato, seule une équipe dirigée par Ryutaro serait capable de réussir un tel acte chirurgical. Malgré leurs divergences philosophiques sur la médecine, elle arrive à convaincre Ryutaro en lui promettant de pouvoir choisir sa propre équipe. L’arrivée de Ryutaro va bouleverser l’hôpital très conservateur où les luttes de pouvoir sont incessantes et où le premier souci des docteurs n’est que de protéger leur carrière.

## Personnages
- Ryutaro Asada
- Akira Kato
- Noboru Ijyuin
- Miki Satohara
- Fujiyoshi Keisuke
- Monji Arase
- Gunji Kirishima
- Naoto Kito
- Takeo Noguchi
- Shoichiro Kunitachi

## Manga

### Fiche technique
- Édition japonaise : Shōgakukan
  - Nombre de volumes sortis : 25 (terminé)
  - Date de première publication : septembre 2002
  - Prépublication : Big Comic Superior
- Édition française : Glénat
  - Nombre de volumes sortis : 25 (terminé)
  - Date de première publication : juillet 2008
  - Format : 130 mm x 180 mm

### Liste des volumes
| no | Japonais          | Japonais          | Français       | Français          |
| no | Date de sortie    | ISBN              | Date de sortie | ISBN              |
| -- | ----------------- | ----------------- | -------------- | ----------------- |
| 1  | 30 septembre 2002 | 4-09-186561-5     | juillet 2008   | 978-2-7234-6534-2 |
| 2  | 30 janvier 2003   | 4-09-186562-3     | septembre 2008 | 978-2-7234-6538-0 |
| 3  | 30 avril 2003     | 4-09-186563-1     | novembre 2008  | 978-2-7234-6539-7 |
| 4  | 30 septembre 2003 | 4-09-186564-X     | janvier 2009   | 978-2-7234-6540-3 |
| 5  | 25 décembre 2003  | 4-09-186565-8     | mars 2009      | 978-2-7234-6542-7 |
| 6  | 30 juin 2004      | 4-09-186566-6     | mai 2009       | 978-2-7234-6543-4 |
| 7  | 29 octobre 2004   | 4-09-186567-4     | juillet 2009   | 978-2-7234-6544-1 |
| 8  | 28 février 2005   | 4-09-186568-2     | septembre 2009 | 978-2-7234-6545-8 |
| 9  | 29 juillet 2005   | 4-09-186569-0     | janvier 2010   | 978-2-7234-6546-5 |
| 10 | 25 décembre 2005  | 4-09-186570-4     | mars 2010      | 978-2-7234-7441-2 |
| 11 | 30 mars 2006      | 4-09-180216-8     | mai 2010       | 978-2-7234-7442-9 |
| 12 | 29 septembre 2006 | 4-09-180725-9     | juillet 2010   | 978-2-7234-7443-6 |
| 13 | 30 mars 2007      | 978-4-09-181168-4 | septembre 2010 | 978-2-7234-7444-3 |
| 14 | 30 juillet 2007   | 978-4-09-181379-4 | novembre 2010  | 978-2-7234-7445-0 |
| 15 | 30 novembre 2007  | 978-4-09-181539-2 | février 2011   | 978-2-7234-7536-5 |
| 16 | 29 février 2008   | 978-4-09-181749-5 | avril 2011     | 978-2-7234-8224-0 |
| 17 | 30 mai 2008       | 978-4-09-181897-3 | juillet 2011   | 978-2-7234-8225-7 |
| 18 | 30 juillet 2008   | 978-4-09-182100-3 | octobre 2011   | 978-2-7234-8226-4 |
| 19 | 26 décembre 2008  | 978-4-09-182289-5 | février 2012   | 978-2-7234-8747-4 |
| 20 | 27 février 2009   | 978-4-09-182375-5 | 10 mai 2012    | 978-2-7234-8748-1 |
| 21 | 30 septembre 2009 | 978-4-09-182609-1 | 15 août 2012   | 978-2-7234-8749-8 |
| 22 | 29 janvier 2010   | 978-4-09-183006-7 | novembre 2012  | 978-2-7234-8750-4 |
| 23 | 30 juin 2010      | 978-4-09-183207-8 | février 2013   | 978-2-7234-9370-3 |
| 24 | 29 octobre 2010   | 978-4-09-183506-2 | 24 avril 2013  | 978-2-7234-9392-5 |
| 25 | 26 février 2011   | 978-4-09-183668-7 | 5 juin 2013    | 978-2-7234-9393-2 |

## Drama
Le manga a été adapté en drama :
- Une première saison de onze épisodes, diffusée sur Fuji TV entre le 13 avril et le 29 juin 2006 ;
- Une deuxième saison de onze épisodes, diffusée sur Fuji TV entre le 11 octobre et le 20 décembre 2007 ;
- Une troisième saison de dix épisodes, diffusée sur Fuji TV entre le 14 octobre et le 16 décembre 2010 ;
- Une quatrième saison de onze épisodes, diffusée sur Fuji TV entre le 9 janvier et le 20 mars 2014.